# Distrikt Rubavu
Der Distrikt Rubavu (Kinyarwanda Akarere ka Rubavu) ist einer der sieben Distrikte (kinyarwanda: akarere) der Westprovinz in Ruanda.

## Geographie

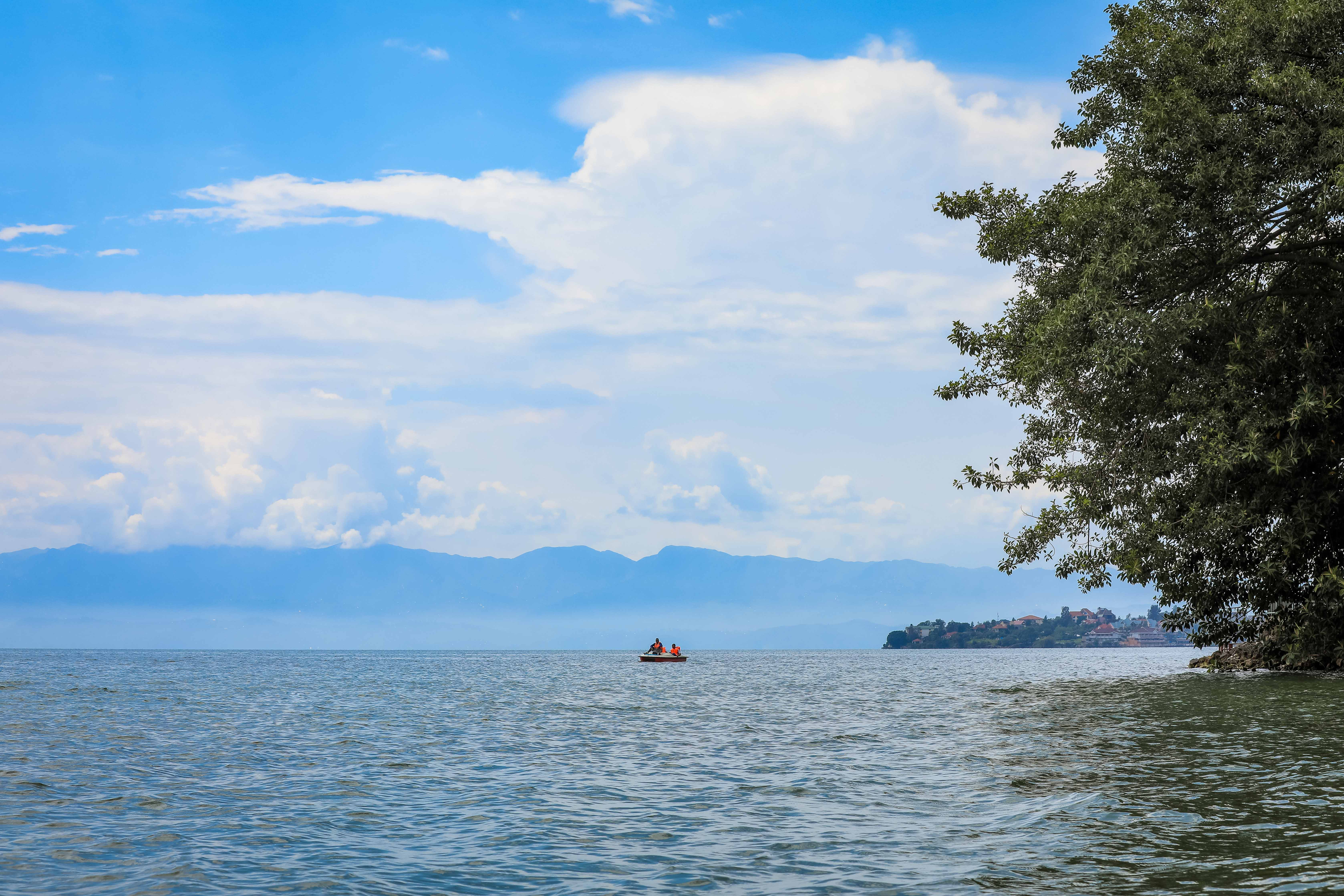
Kiwusee im Distrikt

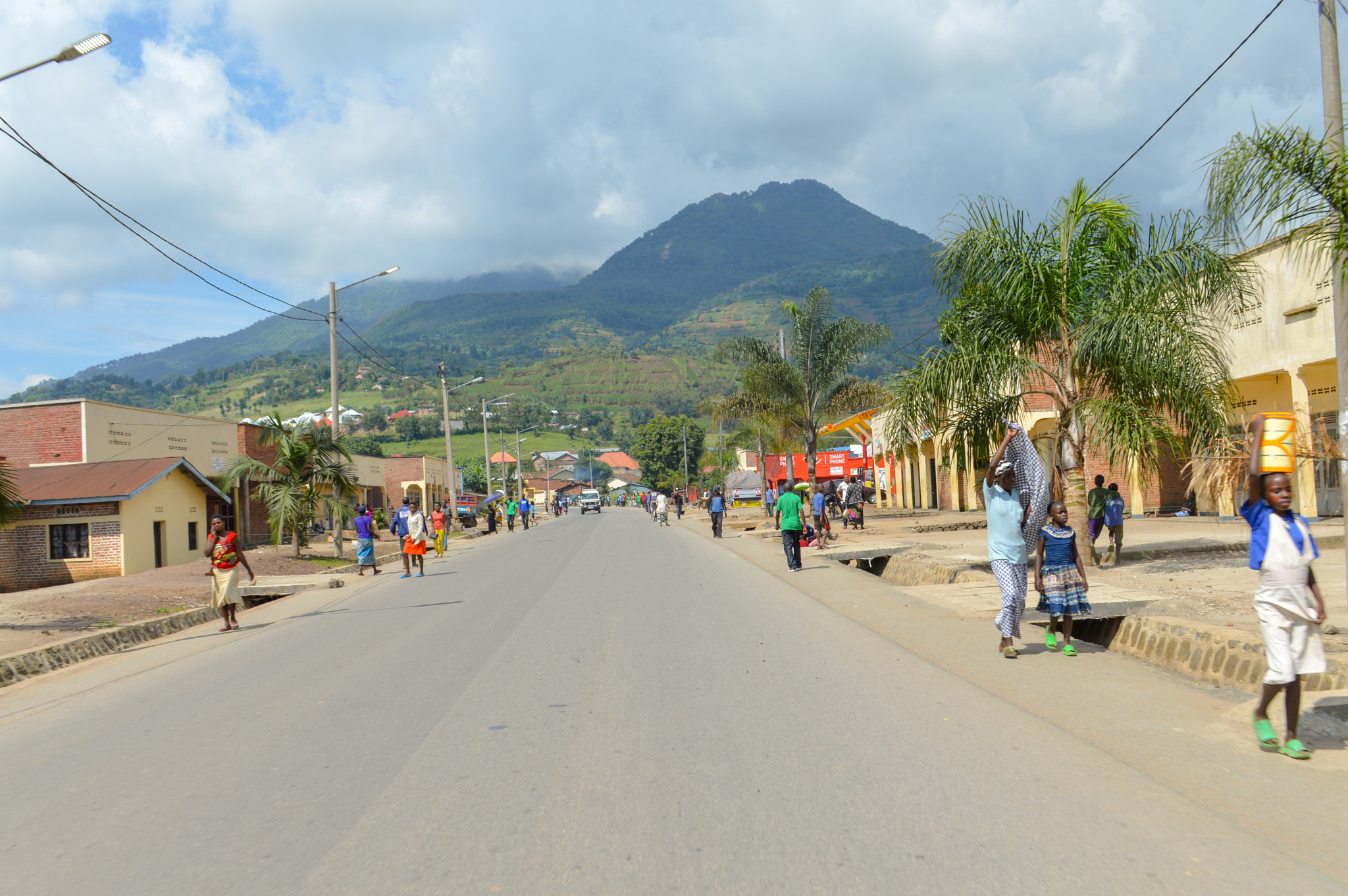
Ort im Sektor Kanama

### Lage und Verwaltungseinheiten
Rubavu hat eine Fläche von 388,3 km². Der Distrikt liegt im Nordwesten der Provinz. Im Norden und Westen grenzt der Distrikt an die Demokratische Republik Kongo. Im Südwesten liegt er zudem am Kiwusee. Nachbardistrikte innerhalb Ruandas sind im Osten Nyabihu, im Südosten Ngororero und im Süden Rutsiro. 
Der Distrikt Rubavu unterteilt sich in 12 Sektoren (imirenge) und 80 Verwaltungsuntereinheiten (utugali). Die 12 Sektoren sind Bugeshi, Busasamana, Cyanzarwe, Gisenyi, Kanama, Kanzenze, Mudende, Nyakiliba, Nyamyumba, Nyundo, Rubavu und Rugerero. Zudem weist der Distrikt 525 Dörfer auf. Die Hauptstadt des Distrikts ist Gisenyi.

### Klima
|                       | Jan  | Feb  | Mär   | Apr   | Mai  | Jun  | Jul  | Aug  | Sep   | Okt   | Nov   | Dez  |   |         |
| Mittl. Tagesmax. (°C) | 25,5 | 25,7 | 25,6  | 25,3  | 25,2 | 25,2 | 25,4 | 26,1 | 26,2  | 25,8  | 25,2  | 25,3 | ⌀ | 25,5    |
| Mittl. Tagesmin. (°C) | 15,1 | 15,3 | 15,4  | 15,7  | 15,5 | 14,4 | 13,8 | 14,6 | 15,0  | 15,0  | 14,8  | 14,9 | ⌀ | 15      |
|                       |      |      |       |       |      |      |      |      |       |       |       |      |   |         |
| Niederschlag (mm)     | 85,1 | 91,5 | 127,5 | 145,3 | 97,3 | 49,0 | 21,5 | 70,4 | 110,6 | 132,4 | 140,0 | 94,6 | Σ | 1.165,2 |
|                       |      |      |       |       |      |      |      |      |       |       |       |      |   |         |
| Regentage (d)         | 16   | 16   | 19    | 21    | 16   | 7    | 4    | 9    | 15    | 20    | 22    | 18   | Σ | 183     |

| 15,1 |

| 15,3 |

| 15,4 |

| 15,7 |

| 15,5 |

| 14,4 |

| 13,8 |

| 14,6 |

| 15,0 |

| 15,0 |

| 14,8 |

| 14,9 |

| 15,1 |

| 15,3 |

| 15,4 |

| 15,7 |

| 15,5 |

| 14,4 |

| 13,8 |

| 14,6 |

| 15,0 |

| 15,0 |

| 14,8 |

| 14,9 |

## Bevölkerung

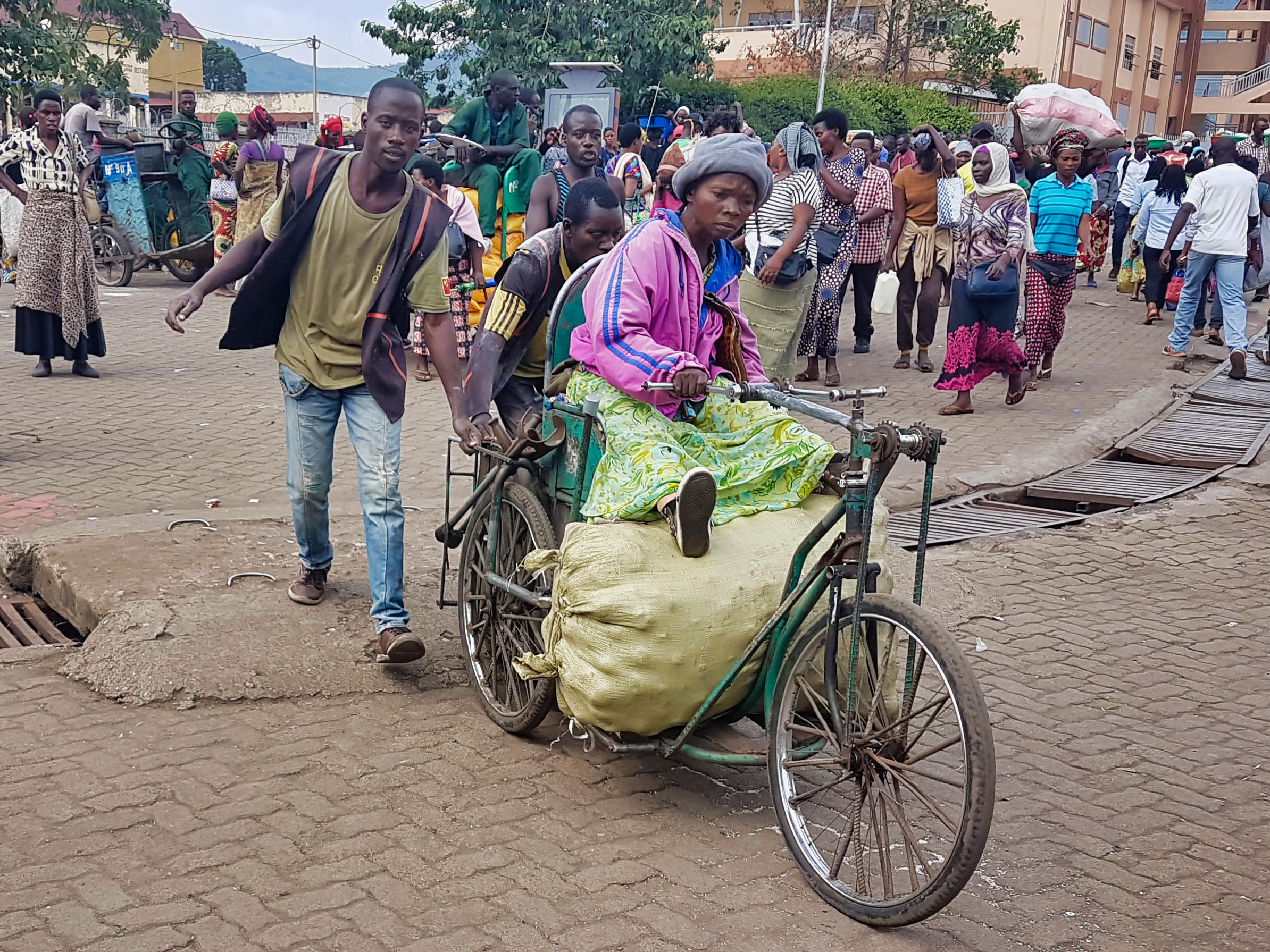
Händler an der Grenze zur Demokratischen Republik Kongo

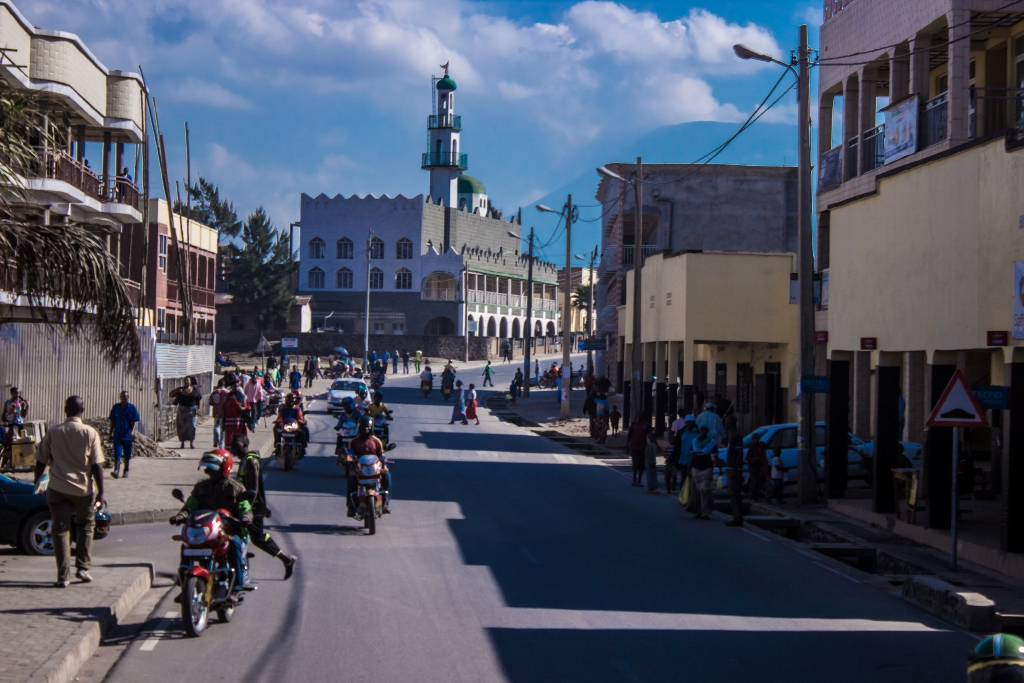
Straße in Rubavu

Die Einwohnerzahl betrug 2022 insgesamt 546.683. Der Bevölkerungstrend ist zunehmend.
|          |            | Zellen                                                                           | Fläche [km²] | 2002    | 2012    | 2022    |
| -------- | ---------- | -------------------------------------------------------------------------------- | ------------ | ------- | ------- | ------- |
| Distrikt | Rubavu     |                                                                                  | 388,4        | 292.653 | 403.662 | 546.683 |
| Sektor   | Bugeshi    | Buringo, Butaka, Hehu, Kabumba, Mutovu, Nsherima, Rusiza                         | 31,05        |         | 29.687  | 33.892  |
| Sektor   | Busasamana | Gasiza, Gihonga, Kageshi, Makoro, Rusura                                         | 35,15        |         | 31.253  | 40.542  |
| Sektor   | Cyanzarwe  | Busigari, Cyanzarwe, Gora, Kinyanzovu, Makurizo, Rwangara, Rwanzekuma, Ryabizige | 34,80        |         | 29.615  | 38.977  |
| Sektor   | Gisenyi    | Amahoro, Bugoyi, Kivuma, Mbugangari, Nengo, Rubavu, Umuganda                     | 11,25        |         | 53.603  | 51.594  |
| Sektor   | Kanama     | Kamuhoza, Karambo, Musabike, Nkomane, Rusongati, Yungwe                          | 42,91        |         | 29.220  | 37.584  |
| Sektor   | Kanzenze   | Kanyirabigogo, Kirerema, Muramba, Nyamikongi, Nyamirango, Nyaruteme              | 22,59        |         | 21.309  | 23.127  |
| Sektor   | Mudende    | Bihungwe, Kanyundo, Micinyiro, Mirindi, Ndoranyi, Rungu, Rwanyakayaga            | 33,10        |         | 26.031  | 32.077  |
| Sektor   | Nyakiriba  | Bisizi, Gikombe, Kanyefurwe, Nyarushyamba                                        | 21,90        |         | 30.068  | 50.834  |
| Sektor   | Nyamyumba  | Burushya, Busoro, Kinigi, Kiraga, Munanira, Rubona                               | 23,34        |         | 37.491  | 48.718  |
| Sektor   | Nyundo     | Bahimba, Gatovu, Kavomo, Kigarama, Mukondo, Nyundo, Terimbere                    | 31,50        |         | 30.417  | 42.305  |
| Sektor   | Rubavu     | Buhaza, Burinda, Byahi, Gikombe, Murambi, Rubavu, Rukoko                         | 25,68        |         | 42.394  | 80.107  |
| Sektor   | Rugerero   | Basa, Gisa, Kabilizi, Muhira, Rugerero, Rushubi, Rwaza                           | 25,31        |         | 42.574  | 66.926  |

## Wirtschaft
Entlang des Kagera im Sektor Nyundo und um dessen Mündungsgebiet am Sebeya befinden sich Teeplantagen.

## Infrastruktur und Verkehr
Die Stromversorgung deckt 95,8 % des Distrikts ab und die Wasserversorgung 93,5 %.
In Gisenyi befindet sich der Flughafen Gisenyi. Von der Stadt aus verläuft zunächst Richtung Osten und weiter in Richtung Nordosten die Nationalstraße 2. Von dieser zweigt die Nationalstraße 11 nach Süden ab, die weiter entlang des Kiwusees durch die Westprovinz führt. Beide Nationalstraßen sind durchgängig asphaltiert. Von Gisenyi aus verläuft zudem Richtung Nordosten die Nationalstraße 18. Diese sowie die District Roads im Distrikt sind Stand 2022 nur in wenigen Abschnitten asphaltiert.